# Marek Šimandl
Marek Šimandl (* 1970) je český kybernetický expert, od července 2022 generální ředitel Generálního ředitelství cel Celní správy České republiky, v letech 2018 až 2022 ředitel Úřadu pro zahraniční styky a informace.

## Život
V letech 1996 až 2002 vystudoval magisterský studijní program právo a právní věda na Fakultě právnické Západočeské univerzity v Plzni (získal titul Mgr.). V letech 2011 až 2013 pak ještě absolvoval postgraduální studijní program bezpečnostní a krizový management na Vysoké škole CEVRO Institut (získal titul MPA).
V letech 1991 až 2005 pracoval ve Federální bezpečnostní informační službě a Bezpečnostní informační službě, na počátku krátce působil v servisních útvarech, posléze v operativních celcích a analytice. V letech 2005 až 2017 byl zaměstnán v Národním bezpečnostním úřadu (NBÚ), kde vykonával funkci bezpečnostního ředitele a později také náměstka ředitele pověřeného řízením sekce technické. Kolem roku 2013 se začal v NBÚ věnovat také problematice kybernetické bezpečnosti. Proto také od roku 2017 pracoval jako náměstek Národního úřadu pro kybernetickou a informační bezpečnost, v němž až do svého odchodu zastával funkci prvního náměstka.
Dne 12. září 2018 jej Vláda ČR na návrh ministra vnitra ČR Jana Hamáčka schválila novým ředitelem Úřadu pro zahraniční styky a informace. Hamáček následně Šimandla jmenoval do funkce ke 13. září 2018, o den později jej uvedl do úřadu. Ve funkci nahradil Jiřího Šaška. Dne 8. května 2021 jej prezident Miloš Zeman jmenoval do hodnosti brigádního generála.
V červnu 2022 Vláda ČR odsouhlasila, že k 7. červenci 2022 skončí ve funkci ředitele ÚZSI. Nahradil jej Petr Mlejnek. Šimandl se k 8. červenci 2022 stal generálním ředitelem Generálního ředitelství cel Celní správy České republiky. Dne 28. října 2024 jej prezident Petr Pavel jmenoval do hodnosti hodnosti generálmajora.
Marek Šimandl hovoří také anglicky a rusky. Je ženatý.